# 仰臥起坐

仰臥起坐（英文：Sit-up），是常見的健身運動，主要鍛鍊腰部及腹部的肌肉。准备动作是躺在地板上，弯曲膝盖以放松背肌和脊柱，两腿并拢并伸直，然后身体抬起，但臀部不能离地，脚部也不能移动或者抬起，直到身体与底面成90°为止，然后重复。现在的仰卧起坐通常要求双手抱头，以起身后额部接触膝盖为准。也存在双臂伸直摆动起身。
由於现在一些观点表明仰卧起坐的训练效果不大，而且有可能损伤脊柱，因此很多训练计划都改為使用卷腹取代仰卧起坐以锻炼腹肌。
而仰卧起坐不能在地板上做，因為會傷及尾龍骨。

## 效果

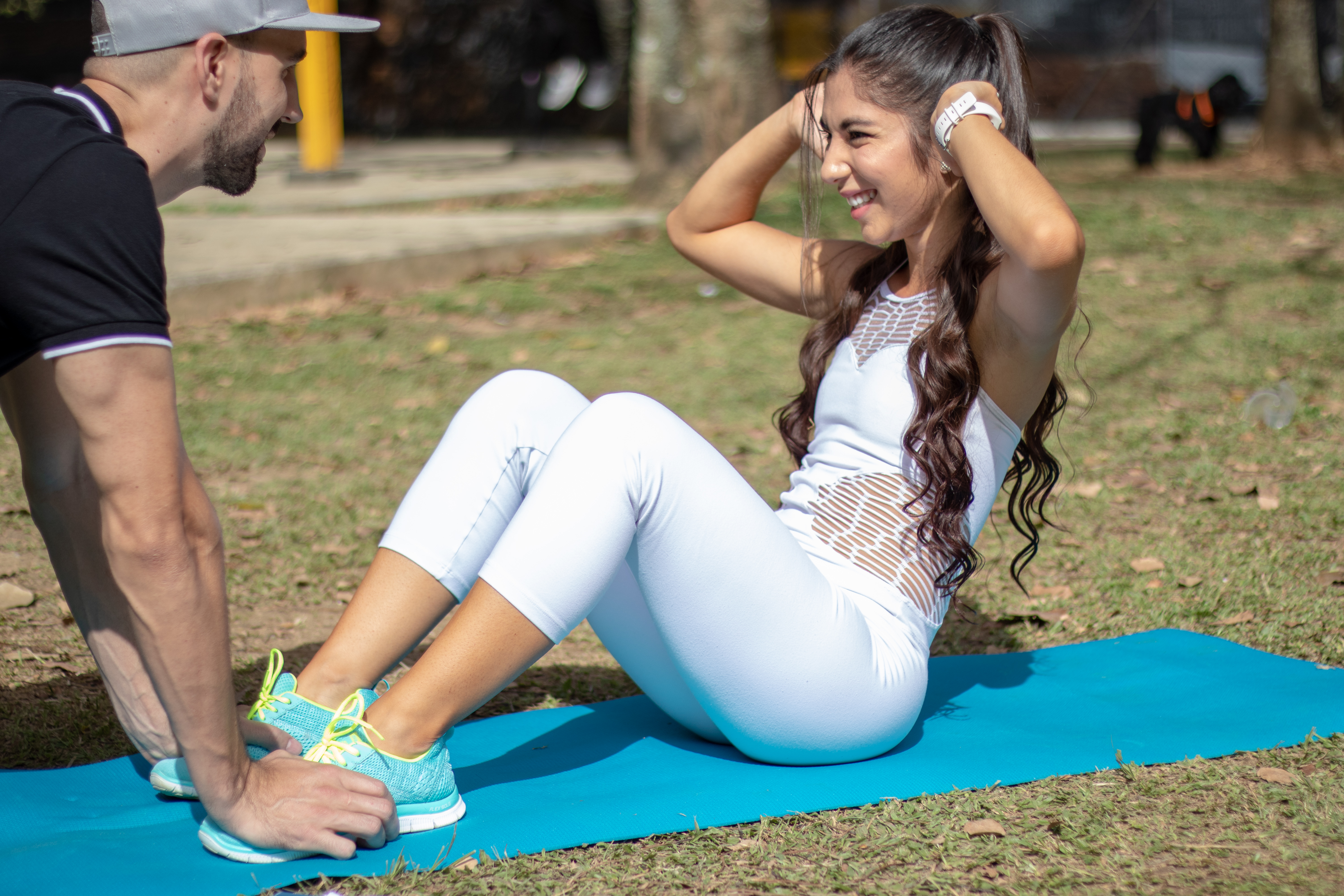

传统的仰卧起坐在军事训练、武术中仍是必修科目，不过目前一些专家的研究表明，仰卧起坐是有危险性的。

### 脊柱损伤
动作到位的仰卧起坐会牵涉到臀肌和腹肌，这样就需要弓背，很容易导致脊柱受损。这种风险不仅对于腹肌力量差的人是存在的，而且对于那些经常锻炼的人亦然。他们训练任务中需要作足够多的仰卧起坐使腹肌极度疲劳，而这也可能导致脊柱损伤。除去这些风险，臀肌施加的杠杆力也会压迫腰椎间盘。美军很多部队的训练中已经去除了仰卧起坐，因为经测试发现仰卧起坐会导致背部损伤，以及因脊髓受压迫而引起的疼痛或麻木。

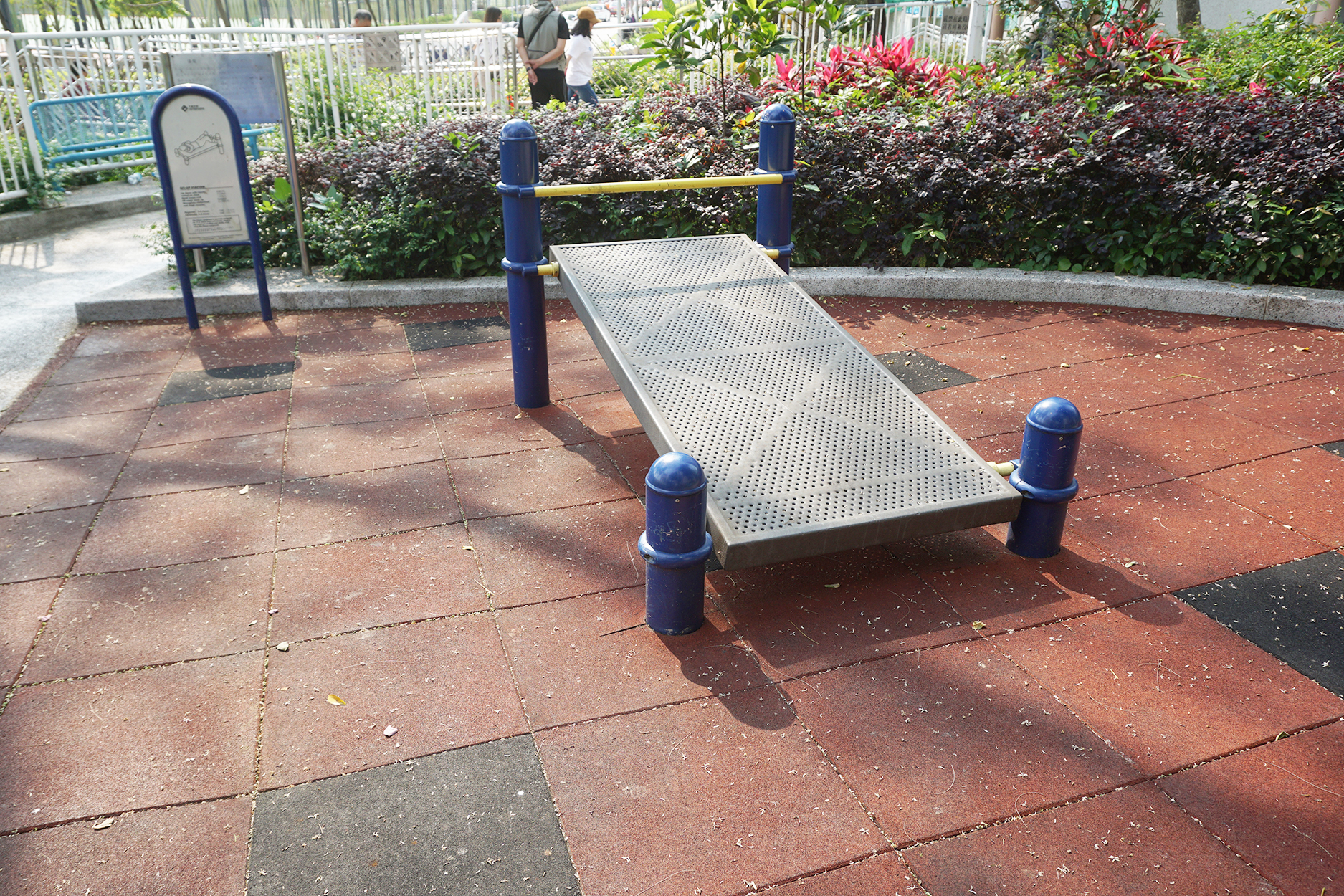
香港的仰臥起坐設施

根据美国职业安全健康研究所（NOISH）所述，直腿仰卧起坐会对脊柱施加3500 N的压力，屈膝仰卧起坐会对脊柱施加3350 N的压力，均超过了与下背部损伤有关的下限3300 N。

### 臀肌

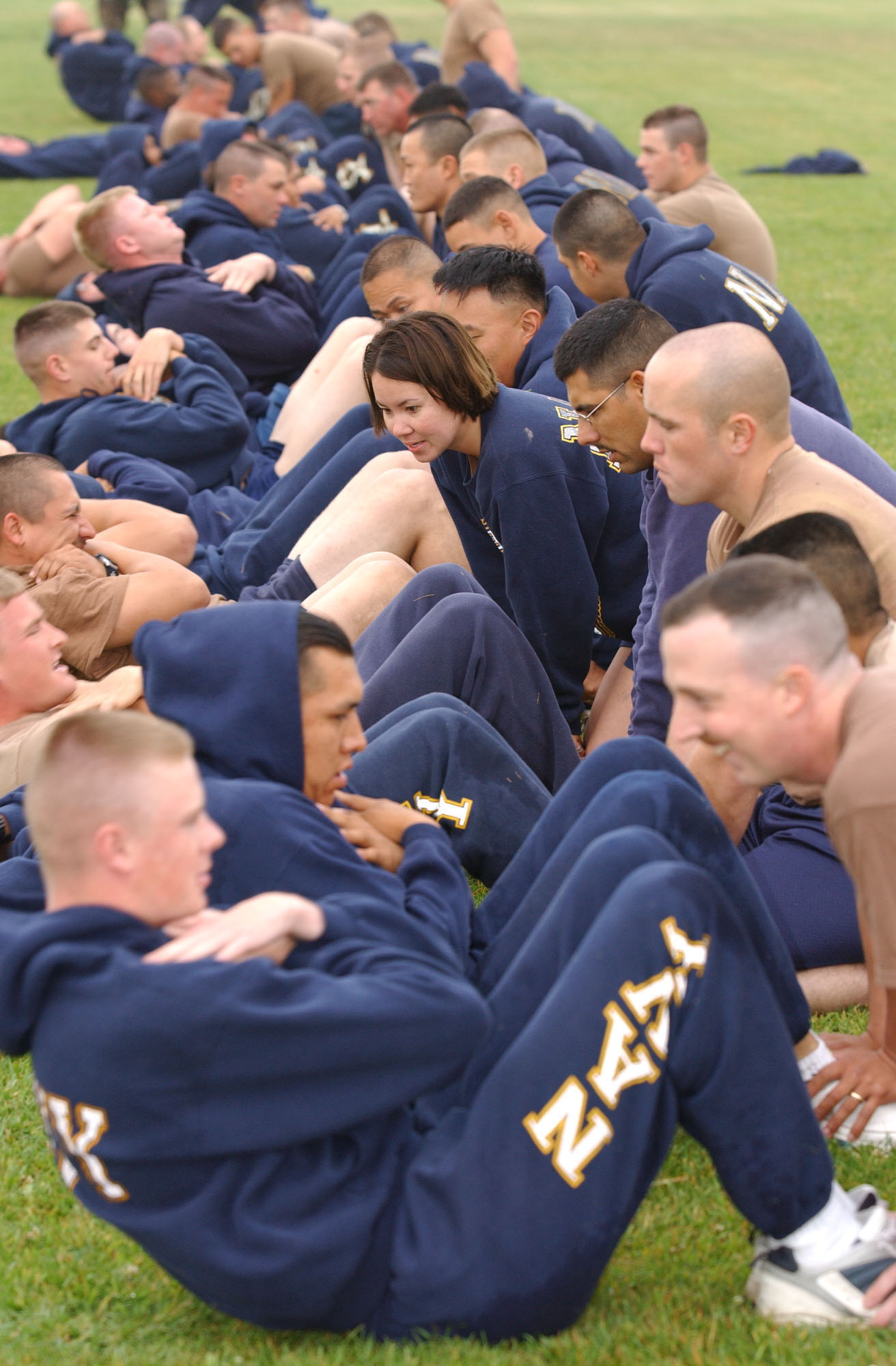
美国海军士兵正在进行仰卧起坐测试

现代的一些研究表明仰卧起坐只在身体开始抬起的30°内对腹肌有效，这样有效的动作就是只抬起肩部，而并不抬起下背部；如果继续起身，就由腹肌收缩变为臀肌收缩了。这种肌肉分工使训练者不能达到孤立肌肉群训练的目的，收效不大。这样一来，仰卧起坐就成为考验臀肌和脊柱的运动，不单单是压迫脊椎。

### 强壮的腹直肌
仰卧起坐和俯卧撑这类力量训练并不能局部瘦身。要想拥有强壮的腹直肌，需要腹部训练以及除去腹部的赘肉，这就需要降低体脂肪了。